# Pompeii (álbum)
Pompeii es el sexto álbum de estudio de la cantante galesa Cate Le Bon. Fue publicado el 4 de febrero de 2022 a través de Mexican Summer.

## Antecedentes y grabación
Le Bon comenzó a trabajar en el álbum durante la pandemia de COVID-19, en una terraza victoriana de Cardiff perteneciente al músico galés Gruff Rhys.

## Composición
Pompeii ha sido descrito como una grabación de art pop. También es influenciado por el city pop japonés, siendo reflejado en el trabajo de sintetizador de Le Bon.

## Recepción de la crítica
El álbum recibió críticas generalmente positivas. En Metacritic, Pompeii obtuvo un puntaje promedio de 85 sobre 100, basado en 20 críticas, lo cual indica “aclamación universal”. Jenn Pelly, escribiendo para Pitchfork, le otorgó el certificado de “Best New Music” y una calificación de 8.5 sobre 10.

## Lista de canciones
Todas las canciones escritas y compuestas por Cate Le Bon. 
| Lista de canciones de Pompeii |                      |          |  |
| N.º                           | Título               | Duración |  |
| 1.                            | «Dirt on the Bed»    | 4:28     |  |
| 2.                            | «Moderation»         | 4:04     |  |
| 3.                            | «French Boys"»       | 5:14     |  |
| 4.                            | «Pompeii»            | 4:35     |  |
| 5.                            | «Harbour»            | 4:08     |  |
| 6.                            | «Running Away»       | 5:43     |  |
| 7.                            | «Cry Me Old Trouble» | 5:04     |  |
| 8.                            | «Remembering Me»     | 4:34     |  |
| 9.                            | «Wheel»              | 5:28     |  |

## Créditos
Créditos adaptados desde Bandcamp.
- Cate Le Bon – guitarras, bajo eléctrico, sintetizador, piano, percusión
- Stella Mozgawa – batería
- Euan Winshelwood – saxofón
- Sweet Baboo – saxofón, clarinete

Personal técnico
- Samur Khouja – productor, ingeniero de audio, mezclas
- Heba Kadry – masterización
- H. Hawkline – fotografía

## Posicionamiento
| Gráficas (2022)                           | Pico de posición |
| ----------------------------------------- | ---------------- |
| Portugal (AFP)                            | 43               |
| Escocia (Scottish Albums Chart)           | 15               |
| Reino Unido (UK Albums Chart)             | 70               |
| Reino Unido (UK Independent Albums Chart) | 6                |